# Музей грошей Національного банку України
Музей грошей Національного банку України — музейний заклад, експозиція якого розповідає про грошовий обіг на українських землях із давніх часів до сьогодення. Офіційно відкритий 24 березня 2004 року на базі матеріалів Музею Української контори Держбанку СРСР. Музейна колекція (предмети нумізматики і боністики) відображає грошовий обіг на теренах України з найдавніших часів до сьогодення. Музей розміщено в будівлі Національного банку України в Києві.
Розташований по вул. Інститутська, 9 (під'їзд № 5).

## Історія створення
Рішення про заснування Музею грошей прийнято наприкінці 1988 року. Основою колекції стали експонати Музею Української контори Держбанку СРСР, який було створено у 1981 році.
Згідно з постановою Кабінету Міністрів України № 1766 від 29 листопада 2000 року [Архівовано 18 серпня 2016 у Wayback Machine.] Музей грошей НБУ входить до переліку музеїв, чиї колекції і музейні предмети є державною власністю та належать до державної частини музейного фонду України.
Музей грошей Національного банку України офіційно відкрито 24 березня 2004 року. Цю подію було приурочено до десятиріччя друкування перших банкнот незалежної України на власній Банкнотній фабриці.
Відкривав музей тодішній Голова Національного банку С. Л. Тігіпко, він же був і учасником першої екскурсії разом з учнями 10-Б класу Київського ліцею № 51.

## Колекція
Експозицію музею побудовано за хронологічним принципом — починаючи від примітивних товаро-грошей і закінчуючи національною грошовою одиницею сучасної України — гривнею. Матеріали музею відображають більш як тисячолітню історію гривні та інших грошових знаків, які перебували в обігу в різні часи на території України.
У Музеї грошей представлено (в оригіналах та муляжах):
- монети грецьких полісів Північного Причорномор'я;
- монети Римської імперії I—III ст. н. е.,
- монети періоду розквіту торгівлі з країнами Сходу та Візантією–дирхеми Арабського халіфату і міліарісії Візантійської імперії;
- перші монети Київської Русі — златники і срібляники;
- срібні злитки Київської Русі так званого «безмонетного періоду»;
- монети Західної Європи XV—XVII ст.,
- копійки Московського царства та металеві і паперові гроші Російської імперії;
- гроші часів Української Народної Республіки 1917—1920 рр.;
- радянські рублі та купоно-карбованці перших років незалежності України;
- гривні незалежної України 1996—2016 років;
- повна колекція пам'ятних та ювілейних монет України;
- експозиція грошових одиниць багатьох країн світу.

Яскраві, колоритні вітражі музею ілюструють найважливіші віхи історії України, що відображені на стендах та у вітринах нумізматичним матеріалом. Це зокрема домонетні форми грошей (доба бронзи і Трипільська культура), гроші періоду Київської Русі, козацької доби, Української Народної Республіки1917 — 1920 рр. та сучасної України.

## Сьогодення

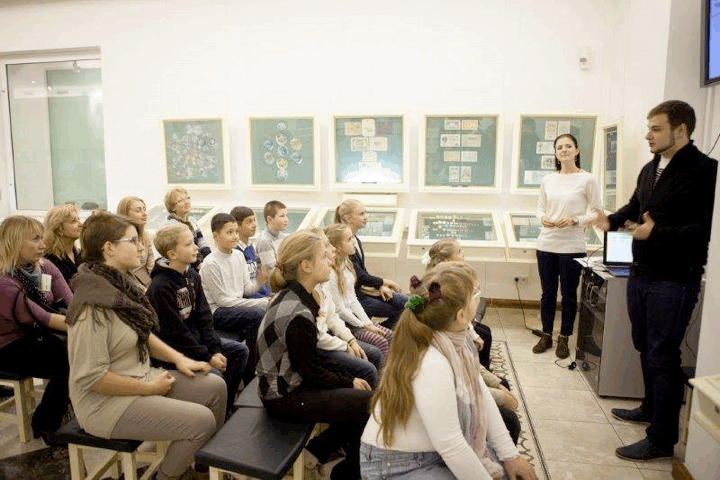
Фінансові тренінги

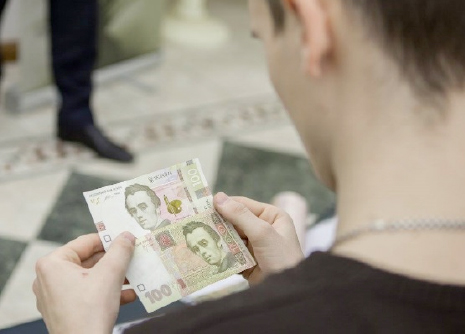
Нові і старі сто гривень

Сучасний музей грошей не тільки надає відвідувачам можливість ознайомитися із цінними експонатами, а й підвищити рівень своєї фінансової грамотності. Для школярів та студентів проводяться спеціальні тренінги з питань заощаджень, захищення вкладів, елементів захисту на банкнотах. Такі тренінги формують основи фінансової обізнаності.
Заключною частиною є інтерактивне навчання, під час якого кожен учасник на спеціальному ручному пресі сам карбує монету на згадку за допомогою молота, як робили в середньовічні часи.
Зареєструватися на екскурсію до Музею грошей Національного банку України можна за попередньою заявкою [Архівовано 21 вересня 2016 у Wayback Machine.] на сайті Національного банку України. Графік відвідувань складається відповідно до надісланих заявок. Екскурсії проводяться безоплатно.
Ознайомитися з експозицією можна також дистанційно, переглянувши розміщений на сторінці Офіційного інтернет-представництва Національного банку України віртуальний тур, який демонструє всі вітрини у вигляді 3D-фотооб'єктів.